# 건 힐의 결투
건 힐의 결투(Last Train From Gun Hill)는 미국에서 제작된 존 스터지스 감독의 1959년 스릴러, 서부 영화이다. 커크 더글라스 등이 주연으로 출연하였고 할 B. 월리스 등이 제작에 참여하였다.

## 출연

### 주연
- 커크 더글라스
- 앤서니 퀸

### 조연
- 캐럴린 존스
- 얼 홀리먼
- 브래드 덱스터
- 브라이언 G. 휴튼
- 지바 로던
- 빙 러셀
- 밸 에이버리
- 월터 샌드

## 제작진
- 협력프로듀서: 폴 나단
- 의상: 에디스 헤드